# Induração
Induração é a rigidez de uma área do corpo como resultado de uma inflamação, hiperemia ou infiltração neoplásica, ou uma área ou parte do corpo que tenha sido submetido a uma reação dessas. Este termo é geralmente utilizado em achados dermatológicos.